# 이스트에이드
이스트에이드(前 줌인터넷)는 대한민국의 인터넷 서비스 기업으로 포털 사이트인 줌을 운영하고 있다. 2011년 10월 이스트인터넷과 이스트엠엔에스와의 합병 후 설립된 통합법인이다. 이스트소프트의 알서핑 프로젝트를 받아서 스윙 브라우저도 제작하고 있다. 과거에 타임트리라는 서비스도 운영했었으며, 현재는 뉴썸과 쇼즐을 운영 중이다. 2013년에 개방형 블로그 서비스인 이글루스도 인수하였다가 2023년에 운영을 종료했다.

## 같이 보기
- 줌 (포털 사이트)
- 스윙 브라우저
- 이글루스
- 이스트소프트